# Mitchell Watt
Mitchell Watt (* 25. března 1988 Bendigo, Victoria) je australský atlet, jehož hlavní disciplínou je skok daleký.
V roce 2009 získal bronzovou medaili na mistrovství světa v Berlíně, kde v páté sérii dolétl do vzdálenosti 837 cm. Těsně pod stupni vítězů zde skončil jeho reprezentační kolega Fabrice Lapierre, který skočil o 16 cm méně. O rok později vybojoval bronzovou medaili také na halovém MS v katarském Dauhá v novém osobním rekordu 805 cm.

## Osobní rekordy
- hala – 805 cm – 8. března 2010, Dauhá
- venku – 854 cm – 29. července 2011, Stockholm[2]